# Camí del Marcet a la Manyosa
El Camí del Marcet a la Manyosa és una pista rural del terme municipal de Granera, a la comarca del Moianès.

El Camí del Marcet a la Manyosa, respecte de Granera

El camí arrenca de la carretera BV-1245 just a ponent del Pont del Marcet, des d'on surt cap al nord-oest, fent, però, al començament un tomb cap al sud i després cap a l'oest per tal d'abandonar la vall de la riera de Marcet i endinsar-se en la del torrent de la Manyosa, que segueix vall amunt pel seu costat meridional. Quan arriba a les envistes de la Manyosa, a sota i a llevant de la masia, travessa el torrent que duu el nom de la masia, per tal de seguir un petit torrent afluent pel nord, fer-hi la volta per guanyar alçada, i arribar a la Manyosa en poc tros.